# Joachim Salzgeber
Joachim Salzgeber OSB (* 28. Mai 1926 in St. Gallen; † 17. Februar 2012 in Einsiedeln) war ein Schweizer Benediktiner.

## Leben
Joachim Salzgeber, Taufname: Wilhelm Alfred Rudolf, besuchte das Gymnasium St. Gallen sowie die Gymnasien im Kloster Disentis und in Sarnen. 1948 trat er in das Kloster Einsiedeln ein und legte am 1. November 1949 seine einfache Profess ab. Am 19. Oktober 1952 wurde er zum Priester geweiht.
Er studierte Philosophie, Hebräisch, Patrologie und Geschichte und promovierte an der Universität Löwen über die Klöster Einsiedeln und St. Gallen im Barockzeitalter.
Nach dem Studium lehrte er während seines Noviziats an der Theologischen Schule des Klosters Einsiedeln Ordens- und Kirchengeschichte und war seit 1968 Archivar des Klosters. Er war auch einige Jahre Lehrer an der Stiftsschule Einsiedeln sowie im Kloster Marienberg und war Kooperator in der Propstei St. Gerold.
Von 1961 bis 2002 übernahm er die Seelsorge in Trachslau.
Seit 1976 redigierte er die internen Klosternachrichten des Konventglöckli und seit 1981 die Zeitschrift Maria Einsiedeln.

### Schriftstellerisches Wirken
Joachim Salzgeber schrieb eine grosse Anzahl von Artikeln in den verschiedensten Publikationen; er veröffentlichte Geschichten sowie Alltägliches zum Kloster Einsiedeln, hierbei zeichneten ihn seine Vorliebe für Poesie und Humor aus.

## Schriften (Auswahl)
- Bruder Kaspar Mosbrugger. Überlegungen zum Charakterbild. Maria Einsiedeln 78, 1972–73.
- Der heilige Meinrad. Sein Leben und Sterben dargestelt nach 31 Federzeichnungen um 1520. Einsiedeln, Kunst- und Kartenverlag Josef Eberle, 1978.
- Fridolin Kohler - Nekrolog. Schweizerische Kirchenzeitung 147, 1979.
- Geschichte des Wallfahrtsortes Maria Bildstein. In: Maria Bildstein. Benken, Stiftungsrat Maria Bildstein, 1979.
- Die Besitzungen und Zehnten des Klosters Einsiedeln in Männedorf. In: 150 Jahre Sparkasse Männedorf 1833–1983.
- Die Bedeutung und religiöse Ausstrahlung Einsiedelns. Einsiedeln wird Ort vorrangiger Begegnungen mit Johannes Paul II. (Vaterland 112, 1984, Nr. 134).
- Aktenfund, die Luxburg bei Egnach betreffend. Stiftsarchiv (Thurgauische Beiträge zur vaterländischen Geschichte 123, 1986, 45–49).
- P. Kuno Bugmann - Nekrolog. Zeitschrift für Schweizerische Kirchengeschichte 82, 1988.
- Die kulturelle Bedeutung des Klosters Einsiedeln. Schweizerische Zeitschrift für Forstwesen 142, 1991, 595–601.
- Repertorium der handschriftlichen Nachlässe in den Bibliotheken und Archiven der Schweiz. Basel: Krebs 1992.
- Maria Immaculata von Acletta. Von der Kapelle Acletta bei Disentis. Disentis: Condrau SA, 1992.
- Landschenkungen an das Kloster Einsiedeln im 10. Jahrhundert. Studien und Mitteilungen zur Geschichte des benediktinischen Ordens und seiner Zweige 107, 1996, 243–266.
- Notizen zum philosophisch-theologischen Hausstudium im Kloster Einsiedeln. In: Lebendiges Kloster. Paulusverlag, 1997.
- Zur Geschichte der Propstei St. Gerold von 950-1994. Studien und Mitteilungen zur Geschichte des Benediktinerordens und seiner Zweige 108, 1997.

Für eine detaillierte Aufstellung wird auf die Bibliographie von Pater Joachim Salzgeber zusammengestellt von P. Othmar Lustenberger, Stand Januar 2006, verwiesen.